# Hermandad del Museo (Sevilla)
La Hermandad del Museo es una cofradía de Sevilla, Andalucía, España. Su nombre completo y oficial es el de Real, Ilustre y Fervorosa Hermandad del Santísimo Sacramento y Archicofradía de Nazarenos de la Sagrada Expiración de Nuestro Señor Jesucristo y María Santísima de las Aguas.
Tiene su sede en la capilla de la Expiración, conocida popularmente como capilla del Museo.

## Historia
La hermandad fue fundada por el gremio de plateros  en 1575 y tenía su sede en la  parroquia de San Andrés. En 1577 se instaló en una capilla del convento de la Merced, desamortizado en 1835 y que desde 1838 es sede del Museo de Bellas Artes de Sevilla. El lugar ha preservado esta capilla, que es la sede de la hermandad.

## Titulares
El Cristo es una escultura de pasta vegetal con un sudario de telas engomadas. La escultura, de estilo manierista, fue realizada por Marcos Cabrera en 1575. El paño anudado, a la derecha, no es original. El rostro es de estilo muy naturalista, hasta el punto de que se puede ver la lengua. La canastilla del paso es barroca tanto esta como los ciriales fueron realizados por Francisco Ruiz Gijón en torno a 1680.
La Virgen es obra de Cristóbal Ramos en 1772. Tiene cabeza de barro cocido y manos de madera. El palio, en bordado en oro, lleva en su techo una representación de la Asunción y el paso lleva al frente una pequeña Virgen del Pilar en plata.

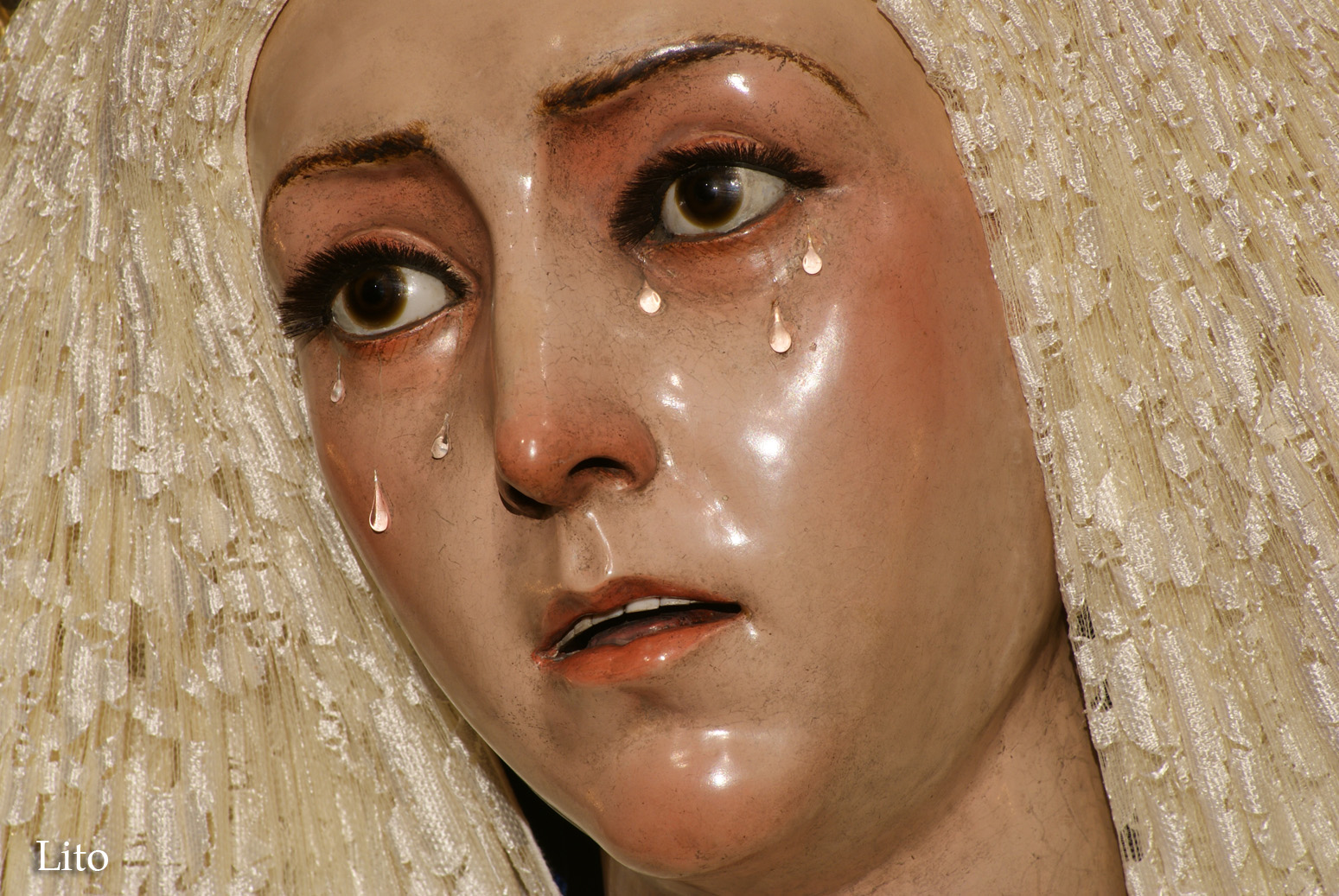
Virgen de las Aguas

## Música
Banda de Música Nuestra Señora de la Oliva de Salteras (Sevilla) en el paso palio.
Marchas dedicadas
La banda de música le dedica las siguientes marchas:
- Expiración (Manuel Font Fernández de la Herránz, 1941)
- Virgen de las Aguas (Santiago Ramos Castro, 1953)
- Sagrada Expiración (José Albero Francés, 1988)
- Reina del Museo (Pascual González Moreno y Pedro Morales Muñoz, 1991)
- Lunes Santo en el Museo (José Manuel Delgado Rodríguez, 1997)
- Resignación (David Hurtado Torres, 1999)
- A mi Virgen del Museo (José Manuel Delgado Rodríguez, 2003)
- Virgen del Museo (Manuel Torres Díez, 2006)
- Museo ( José Manuel Bernal Montero, 2008)
- Venite ad Aquas (Juan García Sánchez, 2015)

Culto interno y capillas
- Coplas al Cristo del Museo (José Manuel Delgado Rodríguez y Rafael M. Sotro Yáñez, 1996)

Capillas
- Al Santísimo Cristo de la Expiración (Vicente Gómez Zarzuela Pérez, 1931)

Música de Cámara
- Venite ad Aquas (Juan García Sánchez, 2015)

## Paso por la carrera oficial
| Predecesor: Las Aguas | Orden de entrada en la carrera oficial (Lunes Santo) 9º lugar | Sucesor: El Cerro (Martes Santo) |